# Campionat del món de ciclisme en pista de 2021 – Persecució individual femenina
La competició de Persecució individual femenina al Campionat del món de ciclisme en pista de 2021 es va celebrar el 23 d'octubre del 2021.

## Resultats

### Classificació
La classificació va començar a les 13:25. Les dues ciclistes més ràpides van passar a competir per la medalla d'or i la tecera i quarta van competir pel bronze.
| Posició | Nom                  | País         | Temps    | Diferència | Notes |
| ------- | -------------------- | ------------ | -------- | ---------- | ----- |
| 1       | Lisa Brennauer       | Alemanya     | 3:17.572 |            | Q     |
| 2       | Franziska Brauße     | Alemanya     | 3:22.292 | +4.720     | Q     |
| 3       | Mieke Kröger         | Alemanya     | 3:22.336 | +4.764     | q     |
| 4       | Martina Alzini       | Itàlia       | 3:26.328 | +8.756     | q     |
| 5       | Marion Borras        | França       | 3:26.856 | +9.284     |       |
| 6       | Kelly Murphy         | Irlanda      | 3:27.490 | +9.918     |       |
| 7       | Lliri Williams       | Estats Units | 3:30.386 | +12.814    |       |
| 8       | Mia Griu             | Irlanda      | 3:34.713 | +17.141    |       |
| 9       | Megan Barker         | Regne Unit   | 3:35.175 | +17.603    |       |
| 10      | Ella Barnwell        | Regne Unit   | 3:35.539 | +17.967    |       |
| 11      | Fabienne Buri        | Suïssa       | 3:35.889 | +18.317    |       |
| 12      | Aksana Salauyeva     | Belarús      | 3:36.744 | +19.172    |       |
| 13      | Viktoriia Yaroshenko | Ucraïna      | 3:37.134 | +19.562    |       |
| 14      | Tania Calvo          | Espanya      | 3:38.003 | +20.431    |       |
| 15      | Lina Hernández       | Colòmbia     | 3:40.261 | +22.689    |       |
| 16      | Jessica Parra        | Colòmbia     | 3:41.837 | +24.265    |       |
| 17      | Luo Yiwei            | Singapur     | 3:44.992 | +27.420    |       |
| 18      | Ese Ukpeseraye       | Nigèria      | 4:14.774 | +57.202    |       |

### Final
Les finals van començar a les 19:41.
| Posició                    | Nom              | País     | Temps    | Diferència |
| -------------------------- | ---------------- | -------- | -------- | ---------- |
| Raça de medalla de l'or    |                  |          |          |            |
| 1                          | Lisa Brennauer   | Alemanya | 3:18.258 |            |
| 2                          | Franziska Brauße | Alemanya | 3:22.980 | +4.732     |
| Raça de medalla del bronze |                  |          |          |            |
| 3                          | Mieke Kröger     | Alemanya |          |            |
| 4                          | Martina Alzini   | Itàlia   | OVL      |            |